# 亂
【亂】 — китайський ієрогліф.  Дуже рідко використовується на письмі в японській мові. Спрощений варіант: 乱.

## Значення
1. стати безладним, робити безлад:
1) розладнати(ся).
2) ставати хаотичним; робити хаотичним.
3) повставати, бунтувати; вчинити заколот
4) починати війну.
5) змішувати(ся).
6) розбещувати(ся).
7) розсипатися.
8) ставати розхристаним, робити розхристаним.
2. безлад, хаос.
3. війна, повстання, бунт, заворушення.
4. розбещеність.
5. безладний, хаотичний.
6. розбещений, непристойний, брудний, вульгарний.
7. просто так; навмання.
8. йти поперек, переходити через (річку).
9. керувати.
10. один з музичних тонів.
11. підсумковий розділ ціфу (в китайській літературі).
12. (яп.) мідаре:
1) різновид танцю театру но без пісень і награшу.
2) награш за участі великого барабана під час вистави.

Ключ: 5 (乙 + 12);  Кількість рисок: 13.
Введення ієрогліфа методом цанзє: 月月山 (BBU); Введення ієрогліфа чотирикутним методом: 22210. .

## Прочитання
| Китайська         |                   |                   |                   |                 |                 |
| Мандаринська мова | Мандаринська мова | Мандаринська мова | Мандаринська мова | Кантонська мова | Кантонська мова |
| чжуїнь            | піньїнь           | Вейд-Джайлз       | кирилиця          | ютпхін          | Єль             |
| ㄌㄨㄢˋ           | luàn (luan4)      | luan4             | луань             | lyun6           | lyun6           |

| Корейська |          |               |              |          |           |
|           | хангиль  | стара латинка | нова латинка | Єль      | кирилиця  |
| Звук:     | 란       | ran           | ran          | lan      | ран       |
| Назва:    | 어지러울 | ôjirôul       | eojireoul    | ecilewul | оджірауль |

| Японська |                        |                        |                        |
|          | кана                   | латинка                | кирилиця               |
| Он:      | らん ろん              | ran ron                | ран рон                |
| Кун:     | みだれる みだす みだれ | midareru midasu midare | мідареру мідасу мідаре |
| Ім'я:    | おさむ                 | osamu                  | осаму                  |